# شخض سنبلي
شخض سنبلي (الاسم العلمي:Justicia spicigera) هو نوع من النباتات يتبع جنس الشخض من الفصيلة الأقنتية.